# Плесский концерн
Плесский концерн, Концерн Плесса (нем. Pless-Konzern), иногда (нем. Pless-Gruppe) Группа Плесса, Плесская группа — располагавшийся в Силезии имущественный комплекс в форме концерна, принадлежавший до 1945 года семье князей Плесских (Пщинских), один из бывших политико-экономических центров Германии и Польши. Основой концерна были расположенные в Верхней и Нижней Силезии соответственно Плесские и Фюрстенштайнские земельные владения рода фон Хохбергов состоявшие в свою очередь из аллодов и фидеикомиссов. Администрирование всей собственности княжеской семьи осуществлялось через назначение Управления (нем. Verwaltung), которое состояло из территориально-отраслевых дирекций, которые в свою очередь контролировали отдельные предприятия.

## Фюрстенштайнские владения
Фидеикомисс, располагавшийся в котловине и предгорях Вальденбургских гор имел площадь в 12 тысяч гектаров, на которой действовали принадлежащие Княжеской Плесской горнопромышленной дирекции компании:
- Waldenburger Bergwerks Aktiengesellschaft (A.G.) (WABAG) («Вальденбургское горнодобывающее акционерное общество») с офисом в Вальденбурге, затем в Париже[1], затем в Мюнхене. Основана 5 мая 1930 года, зарегистрирована 12 ноября 1930 года в Вальденбурге, перенесена в 1948 году в Мюльхайм, в 1954 году во Франкфурт-на-Майне, с уставным капиталом 22 миллиона марок, сокращённым в 1932 году до 8 миллионов марок, внесённым в виде земельных участков, горных прав, шахт и другого имущества[2], который был поделён между князем Хансом-Хайнрихом XV Плесским, владевшим 21996 акциями, и его детьми, имевшими по 1 акции — принцем Хансом-Хайнрихом XVII Плесским, графом Александером, графом Болько и графиней Беатрис фон Хохберг[3]. Наблюдательный совет: председатель — принц, затем князь Ханс-Хайнрих XVII Плесский, позже его заменяли Отто фон Фельзен и Франц Людвиг, Леопольд Нассе и Франц Эбелинг, позже барон Вальтер фон Штайнекер, Рудольф фон дем Хаген, Александер Хоссманн, Ханс Винкельманн, барон Эрнст-Карл фон Герсдорфф, граф Рюдигер фон дер Гольц[4], Юлиус Курциус, Отто Майер, принц Генрих XXXIV Рейсс Шляйц-Кёстрицкий[5], наконец граф Александер фон Хохберг[6]. Совет директоров: генеральный директор — Арвид Писториус. В 1962 году ликвидирована. Деятельность по добыче каменного угля. Предприятия:
- Объединённые Фюрстенштайнские копи
- Объединённые копи Цезарь

Компания владела долями в сбытовых предприятиях:
- Deutsche Ammoniak-Verkaufs-Vereinigung G.m.b.H. в Бохуме.
- Fabig und Kühn G.m.b.H. («Фабиг и Кюн, общество с ограниченной ответственностью»). Основано в Вальденбурге в 1912 году.
- 20 процентами в Niederschlesische Steinkohlen-Syndikat G.m.b.H. («Нижнесилезский каменноугольный синдикат, общество с ограниченной ответственностью»).
- Niederschlesische Benzolfabrik G.m.b.H. («Нижнесилезский бензольный завод, общество с ограниченной ответственностью»). Основано в Вальденбурге с уставным капиталом 20 тысяч марок, познее перенесено в Эссен.
- Stickstoffwerke Aktiengesellschaft (A.G.) (STIWAG). Основана в 1929 году в Вальденбурге, с уставным капиталом в 8 миллионов марок, который был поделён между князем Хансом-Хайнрихом XV Плесским и Фридрихом Ноймайером владевшими по 25 процентов акций и компанией Ammonium A.G., владевшей остальными 50 процентами. Деятельность по производству азотных удобрений[7][8]. После банкротства компании в 1930 году был сформирован совет кредиторов, так называемый «Плесский гремиум» (нем. Pless Gremium) в Берлине, председателем которого последовательно были Максимилиан фон дер Портен и Юлиус Курциус.

Другими активами семьи были:
- Бад Запьцбрунн — курортное место, в котором Княжеская Плесская курортная дирекция владела Гранд Отелем.
- Fürst von Pleß'sche Gärtnerei Liebichau G.m.b.H. в Вальденбурге с капиталом 20 тысяч марок.
- Grundstücksgesellschaft Geibelstrasse m.b.H. в Мюнхене с капиталом 50 тысяч марок[9].

## Плесские владения
Фидеикомисс, располагавшийся в центре Верхнесилезского каменноугольного бассейна Верхнесилезского промышленного района имел площадь в 40 тысяч гектаров, на которой действовали принадлежащие Княжеской Плесской горнопромышленной дирекции предприятия:
- Объединённая шахта Александер
- Шахта Барбара
- Шахта Бёр
- Объединённая шахта Браде
- Шахта Пяст
- Шахта Фюрст
- Шахта Хайнрихсфройде
- Шахта Эммануельсзеген

Другими активами семьи были:
- Deutsche Cahucit Werke A.G.[10]
- Gasaccumulator A.G. Наблюдательный совет: Вальтер фон Аманн, Франц Людвиг, Кольмар Бауер, Ролф фон Хейденстрам, Гуннар Дален[11]
- Oberschlesische Kohlenhandelsgesellschaft Fürst von Pless G.m.b.H. в Бреслау
- Oberschlesische Schiffahrts A.G. в Бреслау[12]
- Oberschlesische Sprengstoffwerke A.G. (OSWAG) — Górnośląskie Fabryki Materiałów Wybuchowych S.A. в Миколуве[13]

### Галерея
Польская реклама продукции предприятий Плесского концерна 1929 года: